# Bơi lội tại giải vô địch bơi lội thế giới 2015 - Bơi ngửa 200m nam
Phần thi bơi ngửa 200m nam ở hạng mục bơi của Giải vô địch bơi lội thế giới 2015 được tổ chức vào ngày 6 tháng 8 năm 2015 với vòng loại và bán kết, và vào ngày 7 tháng 8 năm 2015 với vòng chung kết.

## Kỉ lục
Trước cuộc thi, các kỉ lục thế giới và kỉ lục của giải được trình bày ở bảng dưới đây.
| Kỉ lục thế giới | Bản mẫu:Lá cờathlete | 1:51.92 | Rome, Italy | 31 tháng 7 năm 2009 |
| Kỉ lục của giải | Bản mẫu:Lá cờathlete | 1:51.92 | Rome, Italy | 31 tháng 7 năm 2009 |

## Kết quả

### Vòng loại
Vòng loại bắt đầu lúc 09:56.
| Xếp hạng | Nhánh đấu | Làn bơi | Tên vận động viên     | Quốc tịch         | Thời gian | Ghi chú |
| -------- | --------- | ------- | --------------------- | ----------------- | --------- | ------- |
| 1        | 4         | 5       | Mitch Larkin          | Bản mẫu:Lá cờlink | 1:55.88   | Q       |
| 2        | 3         | 4       | Ryosuke Irie          | Bản mẫu:Lá cờlink | 1:56.68   | Q       |
| 3        | 3         | 5       | Ryan Murphy           | Bản mẫu:Lá cờlink | 1:56.71   | Q       |
| 4        | 3         | 3       | Evgeny Rylov          | Bản mẫu:Lá cờlink | 1:56.78   | Q       |
| 5        | 2         | 4       | Xu Jiayu              | Bản mẫu:Lá cờlink | 1:56.90   | Q       |
| 6        | 4         | 4       | Tyler Clary           | Bản mẫu:Lá cờlink | 1:56.92   | Q       |
| 7        | 4         | 6       | Christian Diener      | Bản mẫu:Lá cờlink | 1:57.42   | Q       |
| 8        | 4         | 3       | Joshua Beaver         | Bản mẫu:Lá cờlink | 1:57.62   | Q       |
| 9        | 2         | 3       | Masaki Kaneko         | Bản mẫu:Lá cờlink | 1:57.63   | Q       |
| 10       | 3         | 7       | Leonardo de Deus      | Bản mẫu:Lá cờlink | 1:57.73   | Q       |
| 11       | 4         | 1       | Grigory Tarasevich    | Bản mẫu:Lá cờlink | 1:57.77   | Q       |
| 12       | 2         | 2       | Li Guangyuan          | Bản mẫu:Lá cờlink | 1:58.02   | Q       |
| 13       | 2         | 5       | Radosław Kawęcki      | Bản mẫu:Lá cờlink | 1:58.09   | Q       |
| 14       | 2         | 1       | Corey Main            | Bản mẫu:Lá cờlink | 1:58.22   | Q       |
| 15       | 4         | 2       | Luca Mencarini        | Bản mẫu:Lá cờlink | 1:58.31   | Q       |
| 16       | 2         | 6       | Gábor Balog           | Bản mẫu:Lá cờlink | 1:58.55   | Q       |
| 17       | 4         | 7       | Yakov Toumarkin       | Bản mẫu:Lá cờlink | 1:58.64   |         |
| 18       | 3         | 6       | Christopher Ciccarese | Bản mẫu:Lá cờlink | 1:58.79   |         |
| 19       | 3         | 2       | Danas Rapšys          | Bản mẫu:Lá cờlink | 1:59.00   |         |
| 20       | 2         | 7       | Benjamin Stasiulis    | Bản mẫu:Lá cờlink | 1:59.05   |         |
| 21       | 1         | 5       | Lavrans Solli         | Bản mẫu:Lá cờlink | 1:59.23   |         |
| 22       | 3         | 8       | Omar Pinzón           | Bản mẫu:Lá cờlink | 1:59.24   |         |
| 23       | 2         | 8       | Carlos Omana          | Bản mẫu:Lá cờlink | 1:59.59   |         |
| 24       | 3         | 1       | Mateusz Wysoczyński   | Bản mẫu:Lá cờlink | 2:00.26   |         |
| 25       | 4         | 9       | Armando Barrera       | Bản mẫu:Lá cờlink | 2:00.92   |         |
| 26       | 1         | 3       | Rexford Tullius       | Bản mẫu:Lá cờIOC2 | 2:01.22   |         |
| 27       | 4         | 0       | Roman Dmytrijev       | Bản mẫu:Lá cờlink | 2:01.49   |         |
| 28       | 3         | 0       | Matias López          | Bản mẫu:Lá cờlink | 2:01.74   |         |
| 29       | 2         | 0       | Lukas Rauftlin        | Bản mẫu:Lá cờlink | 2:03.00   |         |
| 30       | 1         | 6       | Lin Shih-chieh        | Bản mẫu:Lá cờlink | 2:04.00   |         |
| 31       | 1         | 4       | Yeziel Morales        | Bản mẫu:Lá cờlink | 2:04.15   |         |
| 32       | 2         | 9       | Lê Nguyễn Paul        | Bản mẫu:Lá cờlink | 2:04.78   |         |
| 33       | 3         | 9       | Vuk Čelić             | Bản mẫu:Lá cờlink | 2:05.54   |         |
| 34       | 1         | 2       | Boris Kirilov         | Bản mẫu:Lá cờlink | 2:06.74   |         |
| 35       | 1         | 7       | Lushano Lamprecht     | Bản mẫu:Lá cờlink | 2:08.14   |         |
| 36       | 1         | 1       | Driss Lahrichi        | Bản mẫu:Lá cờlink | 2:09.14   |         |
| 37       | 1         | 8       | Rami Elias            | Bản mẫu:Lá cờlink | 2:19.53   |         |
|          | 4         | 8       | Apostolos Christou    | Bản mẫu:Lá cờlink |           | DNS     |

### Bán kết
Bán kết tổ chức lúc 18:57.

#### Bán kết 1
| Xếp hạng | Làn bơi | Tên vận động viên | Quốc tịch         | Thời gian | Ghi chú |
| -------- | ------- | ----------------- | ----------------- | --------- | ------- |
| 1        | 5       | Evgeny Rylov      | Bản mẫu:Lá cờlink | 1:55.54   | Q       |
| 2        | 4       | Ryosuke Irie      | Bản mẫu:Lá cờlink | 1:55.76   | Q       |
| 3        | 3       | Tyler Clary       | Bản mẫu:Lá cờlink | 1:56.58   | Q       |
| 4        | 7       | Li Guangyuan      | Bản mẫu:Lá cờlink | 1:57.12   | Q       |
| 5        | 8       | Gábor Balog       | Bản mẫu:Lá cờlink | 1:57.91   |         |
| 6        | 2       | Leonardo de Deus  | Bản mẫu:Lá cờlink | 1:57.96   |         |
| 7        | 6       | Joshua Beaver     | Bản mẫu:Lá cờlink | 1:57.99   |         |
| 8        | 1       | Corey Main        | Bản mẫu:Lá cờlink | 1:59.50   |         |

#### Bán kết 2
| Xếp hạng | Làn bơi | Tên vận động viên  | Quốc tịch         | Thời gian | Ghi chú |
| -------- | ------- | ------------------ | ----------------- | --------- | ------- |
| 1        | 4       | Mitch Larkin       | Bản mẫu:Lá cờlink | 1:54.29   | Q, OC   |
| 2        | 5       | Ryan Murphy        | Bản mẫu:Lá cờlink | 1:55.10   | Q       |
| 3        | 3       | Xu Jiayu           | Bản mẫu:Lá cờlink | 1:55.13   | Q       |
| 4        | 1       | Radosław Kawęcki   | Bản mẫu:Lá cờlink | 1:55.54   | Q       |
| 5        | 6       | Christian Diener   | Bản mẫu:Lá cờlink | 1:57.17   |         |
| 6        | 2       | Masaki Kaneko      | Bản mẫu:Lá cờlink | 1:57.33   |         |
| 7        | 8       | Luca Mencarini     | Bản mẫu:Lá cờlink | 1:57.81   |         |
| 8        | 7       | Grigory Tarasevich | Bản mẫu:Lá cờlink | 1:58.30   |         |

### Chung kết
Chung kết bắt đầu lúc 17:40, ngày 7 tháng 8.

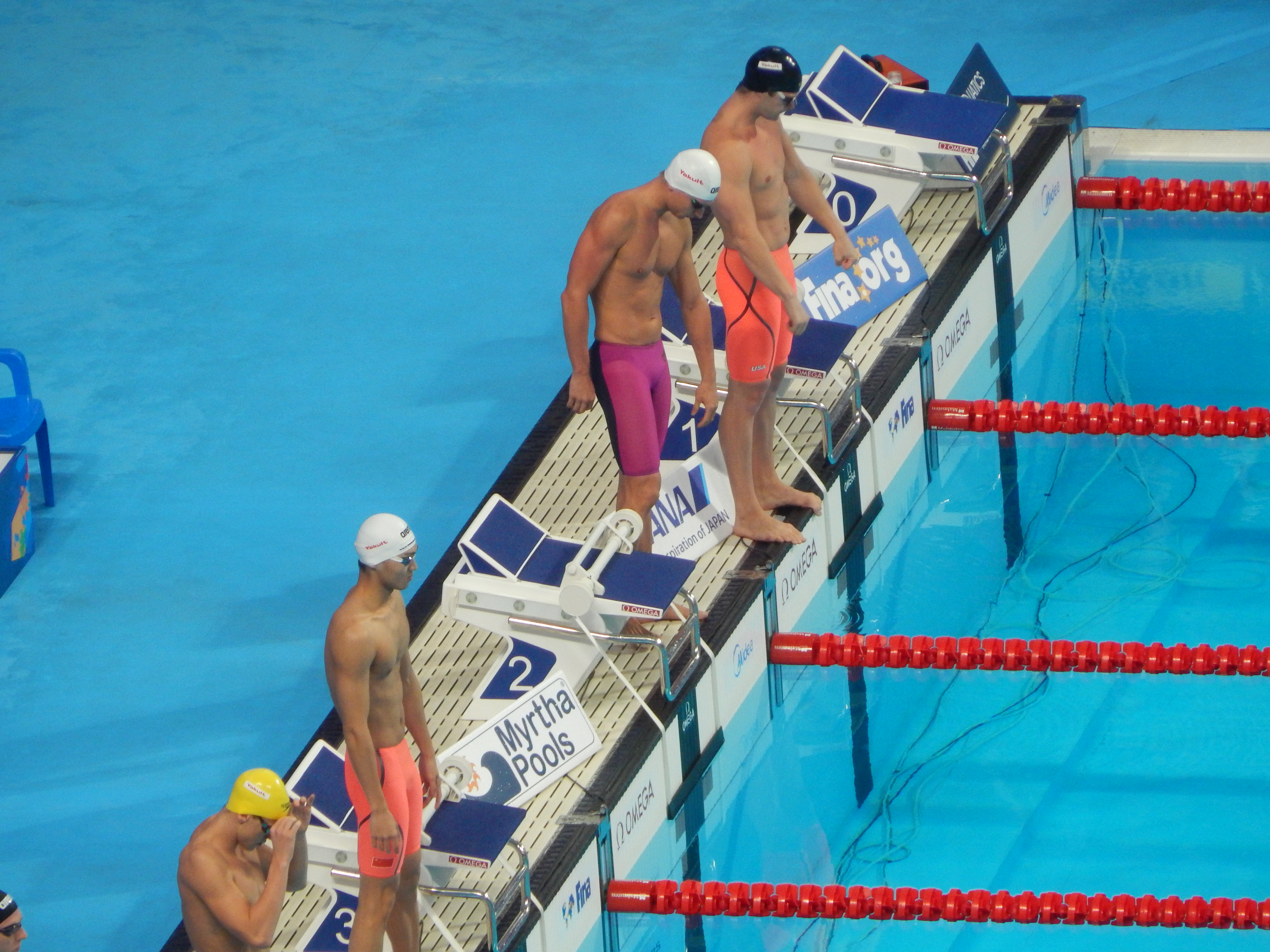
Trước vòng chung kết (từ trên xuống: Clary, Kawecki, Xu, Larkin)

| Xếp hạng | Làn bơi | Tên vận động viên | Quốc tịch         | Thời gian | Ghi chú |
| -------- | ------- | ----------------- | ----------------- | --------- | ------- |
| 1        | 4       | Mitch Larkin      | Bản mẫu:Lá cờlink | 1:53.58   | OC      |
| 2        | 2       | Radosław Kawęcki  | Bản mẫu:Lá cờlink | 1:54.55   |         |
| 3        | 6       | Evgeny Rylov      | Bản mẫu:Lá cờlink | 1:54.60   |         |
| 4        | 7       | Ryosuke Irie      | Bản mẫu:Lá cờlink | 1:54.81   |         |
| 5        | 5       | Ryan Murphy       | Bản mẫu:Lá cờlink | 1:55.00   |         |
| 6        | 3       | Xu Jiayu          | Bản mẫu:Lá cờlink | 1:55.20   |         |
| 7        | 1       | Tyler Clary       | Bản mẫu:Lá cờlink | 1:56.26   |         |
| 8        | 8       | Li Guangyuan      | Bản mẫu:Lá cờlink | 1:56.79   | WJ      |